# Iakútovo
Iakútovo (en rus: Якутово) és un poble de Baixkíria, a Rússia, que en el cens del 2010 tenia 343 habitants. Pertany al districte de Iermolàievo.